# Dimitar Vasev
Dimitar Vasev (bulgare : Димитър Васев) (né le 10 septembre 1965 à Sofia en Bulgarie) est un joueur de football et entraîneur bulgare.

## Palmarès

### En tant que joueur
Lokomotiv Sofia
- Coupe de Bulgarie
  - Vainqueur (1) : 1994-95
- A PFG
  - Vice-champion : 1994-95